# Gyrinus subcostulatus
Gyrinus subcostulatus là một loài bọ cánh cứng trong họ van Gyrinidae. Loài này được Moroni miêu tả khoa học năm 1977.